# Crossed Wires
Crossed Wires è un cortometraggio muto del 1915 diretto da Frederick Sullivan

## Produzione
Il film fu prodotto dalla Thanhouser Film Corporation

## Distribuzione
Distribuito dalla Mutual Film, uscì nelle sale cinematografiche USA il 29 giugno 1915.
Copia della pellicola viene conservata negli archivi del BFI.